# Paintball
Paintball je šport s puškami (markerji (domet 40 do 150 metrov)), ki s pomočjo plina (najpogosteje CO2) ali zraka izstreljujejo barvne kroglice, s katerimi se igralci izločajo iz igre.
Za igranje igralec potrebuje marker, masko za obraz, plinsko bombico in obleko. Za dodatno zaščito pa ima igralec lahko tudi ščitnike za vse dele telesa.

## Pravila paintball
Spodaj je naštetih le nekaj varnostnih in drugih pravil, ki običajno veljajo pri paintballu:
- Obvezna je uporaba zascitne maske,katere se med igro ne sme vzeti iz obraza. Pravila varnosti v paintballu so zelo stroga-nenošenje maske na obrazu se razume kot resno kršenje pravila in se kaznuje z izključitvijo iz igre in takojšno odstranitev(izključitev) s paintball poligona. Nošenje maske je zelo pomembno saj lahko pri polnem naletu kroglic pride do poškodb oči ali celo slepote.
- Vsak marker je pred igro varno nastavljen in med igro ne spreminjamo njegovih nastavitev.
- Pri nošenju markerjev na in iz poligona morajo biti le-ti obrnjeno v varno smer.
- Kadar se marker nahaja izven poligona, mora biti le-ta ustrezno zaskočen, da ne pride do nehotenega sproženja. Cevni čep mora biti porinjen v cev puške, da onemogoči slučajno izpadanje kroglic.
- Vsak zadetek šteje. Če si zadet v telo ali marker si končal igro. Izločeni oziroma zadeti igralec dvigne marker v zrak in zakriči, da je zadet (igra se po načelu FAIR PLAY). Nato zapusti poligon in se namesti nekje zunaj (v mrtvi coni).

PAZI! MARKIRANI igralci ne govorijo oziroma prišepatavajo igralcem na poligonu.
- Sodnik se ves čas nahaja na poligonu in lahko v vsakem trenutku na željo kateregakoli igralca preveri zadetek. Moralno in pravilno je priznati zadetek.
- Ugovor zoper sodniško odločitev ni možen!
- Izven poligona se marker izključi, na ustje cevi pa se namesti varnostni čep ali pa posebno pokrivalo. Marker izven terena lahko uporabljamo samo v temu namenjeni coni.
- Neupoštevanje enega izmed zgoraj navedenih pravil lahko po sodnikovi presoji privede do diskvalifikacije tekmovalca.
- Igralcev se nikoli ne markira z razdalje treh metrov ali bliže.
- Pravila paintballa veljajo za vse igre.

## Oprema za paintball
Oprema se razlikuje glede na tekmovalni ali rekreacijski paintball. Seveda pa tudi v ceni! 

### Marker
Je glavni del opreme. Poznamo več vrst markerjev ; PUMP markerji, avtomatski, polavtomatski (mehanski in elektronski). Princip delovanja pa je pravzaprav isti pri vseh različicah. Vsak marker ima potisni plin v jeklenki ( zrak, CO2 ali drug stisnjen plin ), ki omogoča delovanje mehanskega sistema znotraj markerja. Glede na vrsto sprožitve ločimo markerje na mehanske in elektronske ter glede na delovanje mehanizma na avtomatske in polavtomatske. Slednji so tudi najbolj razširjeni. Markerji za rekreacijski paintball delujejo običajno na CO2 in omogočajo izstrelitev približno 400 kroglic z eno polnitvijo. Hitrost vseh markerjev mora biti omejena na 300 fps pri izstopu kroglice iz cevi.

### Loader
Loader spada k markerju. V njem so kroglice, ki padajo direktno v sistem markerja, s plinom jih nato potisne iz markerja. Pri tekmovalnih markerjih se uporabljajo loaderji s prisilno polnitvijo kroglic, ker so ti markerji tako hitri, da kroglice prepočasi padajo v sistem in jih pri delovanju lahko preseka.

### Maska
Maska je najpomembnejsi člen pri varnosti. Mora se tesno prilegati obrazu in pokrivati celotno prednjo stran glave z ušesi vred. Priporočljivo je, da ima dvojno steklo, ki preprečuje rosenje in zmanjša možnost poškodbe stekla. Maska mora biti vedno na glavi, ko je igralec v območju poligona ali je v dometu markerja.

### Oblačila
Tudi oblačila igrajo pomembno vlogo pri varnostnih, predvsem pa pri prepoznavnostnih aspektih paintballa. Najbolj pomembni so udobni in kvalitetni čevlji, ter zaščiteni in obloženi najbolj izpostavljeni deli oblačil oz. deli telesa. Priporočljive so tudi rokavice, ščitnik za vrat, prsni ščit in ščitnik za kolena in komolce....